# Eklutna (rivière)
Pour les articles homonymes, voir Eklutna.
La rivière Eklutna est un cours d'eau d'Alaska, aux États-Unis situé dans les limites de la Municipalité d'Anchorage.

## Description
Longue de 22 milles (35 km), elle prend sa source dans le glacier Elkutna, et coule en direction du nord-ouest à travers le lac Elkutna vers le Knik Arm dans le golfe de Cook, à 4 milles (6 km) au nord-est de Birchwood et à 23 milles (37 km) au nord-est d'Anchorage.

## Sources
- (en) « Eklutna (rivière) », Geographic Names Information System